# رناتو زیرو
رناتو زیرو (به ایتالیایی: Renato Zero) (زاده ۳۰ سپتامبر ۱۹۵۰) شومن، خواننده ایتالیایی، ترانه‌سرا و بازیگر ایتالیایی است. او که خیلی زود ترک‌تحصیل کرد، از همان دوران کودکی به هنر، علوم انسانی، به ویژه پخش موسیقی و آواز علاقه‌مند می‌شود. و اولین آهنگ خود را در سال ۱۹۶۵ منتشر می‌کند. او چندین شغل مختلف، از جمله تبلیغات بستنی، رقاص برنامه تلویزیونی، بازی و رقص در شو موزیکال را نیز تجربه کرده است.